# Ugle-ordenen
Ugle-ordenen (latin: Strigiformes) er en gruppe fugle, der ofte er nataktive og har store fremadrettede og lysfølsomme øjne. Ordenen inddeles i to familier med i alt 230 arter, der er udbredt over hele verden på nær Antarktis. Uglerne kaldtes især tidligere også for de nataktive rovfugle, selvom uglerne ikke er beslægtede med rovfuglene i ordnerne Falconiformes og Accipitriformes.

## Fællestræk
Ugler har generelt store fremadrettede øjne og et fremragende syn. Deres øje er opbygget anderledes end menneskets. Det er mere aflangt end menneskets kugleformede øje. Denne aflange form sætter uglerne i stand til at se deres bytte på lang afstand. Hørelsen er også specielt udviklet, så de kan opfange højfrekvente lyde (fra f.eks. gnavere). Ofte er det ydre øre asymmetrisk udformet, hvilket gør uglerne bedre i stand til at lokalisere, hvorfra lyden kommer. Ugler har ligesom rovfugle lange, spidse, krumme kløer og et kraftigt krumt næb.
Næsten hele kroppen er dækket af fjer, der gør den glat og strømlinet. Fjerene er bløde. Dette gør uglerne næsten lydløse, når de jager deres bytte. Knoglerne er som hos de fleste andre fugle meget lette og ofte tilmed hule, hvilket gør vægten mindre. Samlet set gør det ugler til eminente flyvere.
Til forskel fra de fleste rovfugle sluger uglerne byttet helt og gylper klumper af ufordøjet føde op. Disse dannes i fuglens kråse (muskelmave), hvor også byttets knogler findeles. Uglerne har derimod ingen kro (udvidelse af spiserøret) som rovfuglene.
Størrelsesmæssigt er der meget stor forskel på de enkelte arter. Verdens mindste ugle er den 13,5 cm lille alfeugle (Micrathene whitneyi), mens den største er stor hornugle med et vingefang på to meter. Lapuglen er dog størst, når det gælder længden. Hunnen er ofte også større end hannen. Hos enkelte arter er hunnen helt op til 50% større end hannen.

## Kunst og kultur
Uglen har gennem tiderne haft ry for at være et klogt dyr og været symbol for klogskab. Dette har haft sin baggrund i, at kirkeuglen var Athenes hellige fugl i den græske mytologi. Athene var klogskabens gudinde.
Uglen er også nattesymbol.
Det er en af den græske gudinde Nyx' attributter og ses som sådan brugt i Bertel Thorvaldsens populære allegori og relief Natten.

## Arter
I Danmark yngler 7 arter:
- Kirkeugle (Athene noctua)
- Mosehornugle (Asio flammeus)
- Natugle (Strix aluco)
- Perleugle (Aegolius funereus)
- Skovhornugle (Asio otus)
- Slørugle (Tyto alba)
- Stor hornugle (Bubo bubo)

Bestandene for flere danske uglearter har dog været faldende i det 20. århundrede, blandt andet fordi der er blevet færre tilgængelige steder for dem at yngle, f.eks. hule træer eller åbne lader.
Andre ugler:
- Dværghornugle (Otus scops)
- Høgeugle (Surnia ulula)
- Kapugle (Asio capensis)
- Lapugle (Strix nebulosa)
- Plettet hornugle (Bubo africanus)
- Prærieugle (Athene cunicularia)
- Slagugle (Strix uralensis)
- Sneugle (Nyctea scandiaca)
- Spurveugle (Glaucidium passerinum)
- Stribet dværghornugle (Otus brucei)
- Ørkennatugle (Strix butleri)

## Systematik
Ordenen opdeles i to familier:
- Slørugler (Tytonidae)
- De egentlige ugler (også blot kaldt Ugler) (Strigidae)

En overgang blev Strigiformes opdelt som vist nedenfor i ugler, uglesvaler og natravnfugle. Det skete på baggrund af de første undersøgelser af fuglenes DNA. Nu betragtes de to sidstnævnte som selvstændige ordner, der muligvis end ikke er nært beslægtede med uglerne.
- Underorden: Strigi (Ugler)
  - Parvorden: Tytonida
    - Familie: Tytonidae (Slørugler)

  - Parvorden: Strigida
    - Familie: Strigidae (De egentlige ugler)
- Underorden: Aegotheli (Uglesvaler)
  - Familie: Aegothelidae
- Underorden: Caprimulgi (Natravnfugle)
  - Infraorden: Podargides
    - Familie: Podargidae
    - Familie: Batrachostomidae

  - Infraorden: Caprimulgides
    - Parvorder: Steatornithida
      - Overfamilie: Steatornithoidea
        - Familie: Steatornithidae

      - Overfamilie: Nyctibioidea
        - Familie: Nyctibiidae

    - Parvorder: Caprimulgida
      - Overfamilie: Eurostopoidea
        - Familie: Eurostopodidae

      - Overfamilie: Caprimulgoidea
        - Familie: Caprimulgidae